# Гизан, Анри
Анри Гизан (фр. Henri Guisan; 21 октября 1874, Мезьер, кантон Во — 7 апреля 1960, Пюйи, там же) — швейцарский военачальник, главнокомандующий швейцарской армией в годы Второй мировой войны. Четвёртым и последним в истории Швейцарии носил звание полного генерала. Заслугой Гизана считается создание и реализация оборонной стратегии страны в годы Второй мировой войны, позволившая ей сохранить нейтралитет и не допустить немецкого вторжения.

## Роль во Второй мировой войне

### План генерала Гизана

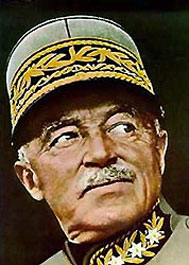
Генерал Анри Гизан

Между двумя мировыми войнами генерал Гизан был главнокомандующим швейцарской армией. Им была предложена концепция организации обороны, получившая название «Швейцарский национальный редут», или просто «Редут». Согласно ей признавалась ограниченность национальных ресурсов в живой силе и вооружениях по сравнению с вероятными противниками. Поэтому задачей вооружённых сил была не оборона границ, а создание ситуации, в которой оккупация страны представлялась бы противнику слишком дорогостоящим и даже не имеющим смысла предприятием. Стратегия Редута, таким образом, являлась в первую очередь сдерживающим фактором.
С этой целью линия обороны заранее переносилась с равнин в горы, где многочисленные фортификационные сооружения были способны противостоять пехоте и танкам противника. Горные дороги и тоннели минировались и подготавливались к взрывам. Командованию и личному составу всех частей и подразделений доводилось, что с момента начала боевых действий они должны оборонять свои участки, больше не обращая внимания ни на какие приказы о прекращении сопротивления. Силы вторжения агрессора сдерживались на границах лишь время, достаточное для организованного отступления основных сил за линию Редута. После завершения этой перегруппировки правительство Швейцарии могло оставаться в укрытии на протяжении длительного периода.
Таким образом, любой противник, вторгшийся в страну, в результате столкнулся бы с задачей установления контроля над обширными горными районами с полностью разрушенной инфраструктурой, где держали бы оборону многочисленные полупартизанские формирования.

### Германские планы вторжения
26 июля 1940 года командованием сухопутных сил Германии был принят план операции «Танненбаум», согласно которому 12-я армия генерал-фельдмаршала Вильгельма Листа силами одного горнострелкового и трёх пехотных корпусов должна была осуществить захват Швейцарии в течение 2-3 дней, овладев индустриальными районами Берна, Золотурна, Цюриха и Люцерна, в то время как итальянские войска вторглись бы с юга. После этого Германия и Италия собирались разделить территорию Швейцарии между собой.
Против 10 швейцарских пехотных дивизий было сосредоточено 2 горнострелковые, 8 пехотных, 6 танковых и моторизованных немецких дивизий. Причём любая из этих танковых дивизий имела на своём вооружении танков минимум в три раза больше, чем вся швейцарская армия. Исходя из соотношения сил, было очевидно, что в классическом сражении Швейцария не сможет достаточно долго противостоять Германии в случае нападения, что подтверждал опыт французской кампании вермахта.

### Швейцарские планы обороны
Капитуляция Франции 22 июня 1940 года придала дополнительный импульс реализации плана генерала Гизана. Уже 23 июня приоритет укреплений «Пограничной линии» был понижен в пользу «Армейской линии». Армия была отведена в центр страны, оставив индустриальные густонаселенные внутренние районы относительно незащищенными. Окончательная редакция, принятая 12 июля, предписывала организованное отступление в Альпы, где создавались резервные склады для поддержки неопределенно долгого сопротивления без возможности дальнейшего отхода. Оборонять планировалось лишь важные трансальпийские автомобильные и железнодорожные коммуникации — в качестве последнего средства они могли быть сделаны бесполезными для агрессора путем подрыва ключевых мостов и тоннелей. Также при необходимости предполагалось уничтожение изнутри всех входов в горные массивы.
25 июля швейцарский оборонительный план был предан гласности Анри Гизаном в рамках т. н. «Рютлийского рапорта» — собрания офицерского корпуса швейцарских вооруженных сил на лугу Рютли (месте, где была основана Швейцарская конфедерация), имеющего из-за исторических параллелей важное символическое значение.
Этот подход был дополнительно углублен в редакции 24 мая 1941 года. До этого момента были мобилизованы лишь две трети вооруженных сил Швейцарии. Но после быстрого разгрома балканских стран немецкими войсками в апреле 1941 года, когда относительно невысокие горы оказались слабой защитой от войск стран Оси, была мобилизована вся швейцарская армия. Собственно Редут охраняли 8 пехотных дивизий и 3 горнострелковых бригады.
Золотые резервы банка Швейцарии из Цюриха были перевезены подальше от германской границы, в Сен-Готард и Берн.

### Компромисс
В то же время швейцарское правительство демонстрировало готовность прийти к разумному компромиссу: соглашению, дающему некоторые преимущества окружившим со всех сторон Швейцарию странам Оси, и в то же время не умаляющему суверенитет и нейтралитет Швейцарии. Несмотря на имеющуюся напряжённость в отношениях, Швейцария очевидно была полезнее для Германии в качестве партнёра, чем в качестве врага. Из четырёх альпийских горных проходов, являвшихся наиболее короткими путями между Германией и Италией, три (Сен-Готард, Лёчберг и Симплон) находились на территории Швейцарии и лишь один (Бреннер) — на территории присоединённой к Германии Австрии. Разрушение швейцарцами этих транспортных путей сделало бы сообщение между главными членами «Оси» более дорогим и уязвимым. Кроме того, бойкотирование нацистов большинством развитых стран мира сказывалось на экономике Германии: в частности, возникла сложность в конвертировании рейхсмарки как мировой валюты.
Таким образом, появились условия для соглашения между Швейцарией и Германией, которое и было заключено в августе 1940 года. По этому соглашению Швейцария предоставляла режим наибольшего благоприятствия для транзита немецких грузов (в том числе и военных) через свою территорию, обязалось продавать Германии золото и другие драгоценные металлы за рейхсмарки, и, кроме того, предоставляла Германии долгосрочный кредит в размере 150 000 000 швейцарских франков.
Вскоре после заключения этого соглашения немецкая 12-я армия была перенаправлена для участия в операциях в Норвегии, на Балканах, а также против Советского Союза. Несмотря на это, предполагается что Гитлер все равно намеревался рано или поздно напасть на Швейцарию и что высадка союзников в Нормандии и трудности, с которыми столкнулось вторжение в СССР, сыграли решающую роль в том, чтобы отложить вторжение.